# Paul Cook (politico)
Paul Joseph Cook (Meriden, 3 marzo 1943) è un politico statunitense, membro della Camera dei Rappresentanti per lo stato della California dal 2013 al 2021.

## Biografia
Dal 3 gennaio 2013 al 3 gennaio 2021 è stato il deputato del distretto n.8 della California alla Camera dei Rappresentanti.
Tra il 1963 e il 1975 ha servito l'Esercito degli Stati Uniti, combattendo la Guerra del Vietnam nello United States Marine Corps.